# Контиев, Александр Валерьевич
Александр Валерьевич Контиев (21 августа 1975) — советский и российский футболист, выступавший на позиции защитника.

## Биография
Воспитанник СДЮСШОР-5 г. Смоленск. На профессиональном уровне дебютировал в 1991 году, сыграв один матч за смоленскую «Искру» во второй низшей лиге СССР. В 1992 году также находился в составе «Искры», однако не провёл за команду ни одной игры. В 1993 перешёл в другой смоленский клуб «Кристалл». По итогам сезона 1993 «Кристалл» вылетел из второй лиги в третью, но в 1994 стал победителем зоны 4 и вернулся во второй дивизион, а в 1996 добился перехода в первую лигу. С 1997 по 2002 год Александр Контиев продолжал выступать за «Кристалл» в первом дивизионе, где за 6 лет сыграл за команду 161 матч и забил 1 гол. 
В 2003 году перешёл в казахстанский «Батыс», однако ни одной игры в чемпионате Казахстана не провёл. В 2004 году стал игроком клуба «Смоленск», с которым провёл сезон на любительском уровне, а затем три года выступал за команду во втором дивизионе. В 2008 году «Смоленск» (новое название — «Днепр») вновь был лишён профессионального статуса. Отыграв за «Днепр» ещё один сезон, Контиев покинул клуб. В дальнейшем провёл несколько лет в любительских клубах Смоленской области СК «Смоленск», «Рудня» и «Металлург» (Ярцево). 

## Достижения
«Кристалл» Смоленск
- Победитель третьей лиги ПФЛ (зона 4): 1994